# (523624) 2008 CT190
(523624) 2008 CT190 est un transneptunien de magnitude absolue 5,8 en résonance 3:7 avec Neptune.
Son diamètre était estimé à 358 km, ce qui le qualifierait comme un candidat au statut de planète naine. Mais selon Johnston, c'est un objet binaire composé d'un primaire de 234 km de diamètre et d'un secondaire 194 km de diamètre. Il orbitent à 1 300 ± 200 km l'un de l'autre,.